# 奧林匹克運動會開幕宣布人列表
奧林匹克運動會（奧運會）和青年奧林匹克運動會（青奧會）是國際綜合運動會，每兩年間隔舉行夏季運動會和冬季運動會，分別進行夏季和冬季運動競技。開幕典禮期間，國際奧林匹克委員會主席先發表演說，然後邀請主辦國的代表宣布該屆奧運會開始。現時的《奧林匹克憲章》規定開幕宣布人須為主辦國的國家元首，但並非每次開幕典禮都是這樣。以下列出在各屆奧運會以各種身份宣布開幕的人。

《奧林匹克憲章》第5章56條規定宣布人開幕時的宣佈句；夏季奧運的宣布句為：
本人宣布於〔主辦城市〕舉行的第〔奧運屆次〕屆現代奧林匹克運動會揭開序幕；
冬季奧運宣布句為：
本人宣布於〔主辦城市〕舉行的第〔冬奧屆次〕屆冬季奧林匹克運動會揭開序幕。 
但歷史上也有未依循這規定的情況發生，例如加拿大總督莊美楷宣布2010年冬季奧運會開幕時沒有依照憲章規定。
夏季青奧會宣布句為：
本人宣布於〔主辦城市〕舉行的第〔青奧會屆次〕屆青年奧林匹克運動會揭開序幕。
冬季青奧會宣布句為：
本人宣布於〔主辦城市〕舉行的第〔冬季青奧會屆次〕屆冬季青年奧林匹克運動會揭開序幕。 

## 歷年奧運開幕宣布人
| 年份   | 屆別                 | 主辦城市                  | 開幕宣布人                     | 宣布人身份               | 備註   |
| ------ | -------------------- | ------------------------- | ------------------------------ | ------------------------ | ------ |
| 1896年 | 第一屆夏季           | 希臘雅典                  | 喬治一世                       | 希臘國王                 | [ 3 ]  |
| 1900年 | 第二屆夏季           | 法國巴黎                  | 沒有正式開幕典禮               | 沒有正式開幕典禮         | [ 4 ]  |
| 1904年 | 第三屆夏季           | 美國聖路易斯              | 大衛·R·法蘭西斯                | 路易斯安那購地展覽會主席 | [ 5 ]  |
| 1908年 | 第四屆夏季           | 英國倫敦                  | 愛德華七世                     | 英國國王                 | [ 6 ]  |
| 1912年 | 第五屆夏季           | 瑞典斯德哥爾摩            | 古斯塔夫五世                   | 瑞典國王                 | [ 7 ]  |
| 1920年 | 第七屆夏季           | 比利時安特惠普            | 阿爾貝一世                     | 比利時國王               | [ 8 ]  |
| 1924年 | 第一屆冬季           | 法國霞慕尼                | 加斯東·維達爾                  | 法國體育局副局長         | [ 9 ]  |
| 1924年 | 第八屆夏季           | 法國巴黎                  | 加斯東·杜梅格                  | 法國總統                 | [ 10 ] |
| 1928年 | 第二屆冬季           | 瑞士聖莫里茨              | 埃德蒙特·舒爾希斯              | 瑞士聯邦主席             | [ 11 ] |
| 1928年 | 第九屆夏季           | 荷蘭阿姆斯特丹            | 亨德里克親王                   | 荷蘭配王                 | [ 12 ] |
| 1932年 | 第三屆冬季           | 美國普萊西德湖            | 富蘭克林·D·羅斯福              | 紐約州州長               | [ 13 ] |
| 1932年 | 第十屆夏季           | 美國洛杉磯                | 查理斯·柯蒂斯                  | 美國副總統               | [ 14 ] |
| 1936年 | 第四屆冬季           | 德國加爾米施-帕滕基興     | 阿道夫·希特拉                  | 德國元首                 | [ 15 ] |
| 1936年 | 第十一屆夏季         | 德國柏林                  | 阿道夫·希特拉                  | 德國元首                 | [ 16 ] |
| 1948年 | 第五屆冬季           | 瑞士聖莫里茨              | 恩里科·塞里奧                  | 瑞士聯邦主席             | [ 17 ] |
| 1948年 | 第十二屆夏季         | 英國倫敦                  | 喬治六世                       | 英國國王                 | [ 18 ] |
| 1952年 | 第六屆冬季           | 挪威奧斯陸                | 拉格茜爾公主                   | 挪威公主                 | [ 19 ] |
| 1952年 | 第十五屆夏季         | 芬蘭赫爾辛基              | 尤霍·庫斯蒂·巴錫基維           | 芬蘭總統                 | [ 20 ] |
| 1956年 | 第七屆冬季           | 意大利科爾蒂納丹佩佐      | 喬瓦尼·格隆基                  | 意大利總統               | [ 21 ] |
| 1956年 | 第十六屆夏季（馬術） | 瑞典斯德哥爾摩            | 古斯塔夫六世·阿道夫            | 瑞典國王                 | [ 22 ] |
| 1956年 | 第十六屆夏季         | 澳大利亞墨爾本            | 菲臘親王                       | 澳大利亞配王             | [ 23 ] |
| 1960年 | 第八屆冬季           | 美國斯闊谷                |                                | 美國副總統               | [ 24 ] |
| 1960年 | 第十七屆夏季         | 意大利羅馬                | 喬瓦尼·格隆基                  | 意大利總統               | [ 25 ] |
| 1964年 | 第九屆冬季           | 奧地利因斯布魯克          | 阿道夫·謝爾夫                  | 奧地利總統               | [ 26 ] |
| 1964年 | 第十八屆夏季         | 日本東京                  | 昭和天皇                       | 日本天皇                 | [ 27 ] |
| 1968年 | 第十屆冬季           | 法國格勒諾布爾            | 夏爾·戴高樂                    | 法國總統                 | [ 28 ] |
| 1968年 | 第十九屆夏季         | 墨西哥墨西哥城            | 古斯塔沃·迪亞斯·奧爾達斯       | 墨西哥總統               | [ 29 ] |
| 1972年 | 第十一屆冬季         | 日本札幌                  | 昭和天皇                       | 日本天皇                 | [ 30 ] |
| 1972年 | 第二十屆夏季         | 西德慕尼黑                | 古斯塔夫·海涅曼                | 總統                     | [ 31 ] |
| 1976年 | 第十二屆冬季         | 奧地利因斯布魯克          | 魯道夫·基希施萊格              | 奧地利總統               | [ 32 ] |
| 1976年 | 第二十一屆夏季       | 加拿大蒙特利爾            | 伊莉莎白二世                   | 加拿大女王               | [ 33 ] |
| 1980年 | 第十三屆冬季         | 美國普萊西德湖            | 沃爾特·蒙代爾                  | 美國副總統               | [ 34 ] |
| 1980年 | 第二十二屆夏季       | 蘇聯莫斯科                | 列昂尼德·伊里奇·布里茲涅夫               | 蘇聯最高蘇維埃主席團主席 | [ 35 ] |
| 1984年 | 第十四屆冬季         | 南斯拉夫薩拉熱窩          | 米卡·什皮利亞克                | 南斯拉夫聯邦主席團主席   | [ 36 ] |
| 1984年 | 第二十三屆夏季       | 美國洛杉磯                | 朗奴·列根                      | 美國總統                 | [ 37 ] |
| 1988年 | 第十五屆冬季         | 加拿大卡尔加里            | 讓娜·索韋                      | 加拿大總督               | [ 38 ] |
| 1988年 | 第二十四屆夏季       | 韓國漢城                  | 盧泰愚                         | 大韓民國總統             | [ 39 ] |
| 1992年 | 第十六屆冬季         | 法國阿爾貝維爾            | 法蘭索瓦·密特朗                | 法國總統                 | [ 40 ] |
| 1992年 | 第二十五屆夏季       | 西班牙巴塞羅那            | 胡安·卡洛斯一世                | 西班牙國王               | [ 41 ] |
| 1994年 | 第十七屆冬季         | 挪威利勒哈默爾            | 哈拉爾五世                     | 挪威國王                 | [ 42 ] |
| 1996年 | 第二十六屆夏季       | 美國亚特兰大              | 比爾·克林頓                    | 美國總統                 | [ 43 ] |
| 1998年 | 第十八屆冬季         | 日本長野                  | 明仁                           | 日本天皇                 | [ 44 ] |
| 2000年 | 第二十七屆夏季       | 澳大利亞悉尼              | 威廉·帕特里克·迪恩             | 澳大利亞總督             | [ 45 ] |
| 2002年 | 第十九屆冬季         | 美國鹽湖城                | 喬治·W·布殊                    | 美國總統                 | [ 46 ] |
| 2004年 | 第二十八屆夏季       | 希臘雅典                  | 科斯蒂斯·斯特凡諾普洛斯        | 希臘總統                 | [ 47 ] |
| 2006年 | 第二十屆冬季         | 意大利都靈                | 卡洛·阿澤利奧·錢皮             | 意大利總統               | [ 48 ] |
| 2008年 | 第二十九屆夏季       | 中国北京                  | 胡錦濤                         | 中華人民共和國主席       | [ 49 ] |
| 2010年 | 第二十一屆冬季       | 加拿大溫哥華              | 莊美楷                         | 加拿大總督               | [ 50 ] |
| 2010年 | 第一屆夏季青年       | 新加坡                    | 塞拉潘·納丹                    | 新加坡總統               |        |
| 2012年 | 第一屆冬季青年       | 奧地利因斯布魯克          | 海因茨·菲舍爾                  | 奧地利總統               |        |
| 2012年 | 第三十屆夏季         | 英國倫敦                  | 伊莉莎白二世                   | 英國女王                 | [ 51 ] |
| 2014年 | 第二十二屆冬季       | 俄羅斯索契                | 弗拉基米爾·弗拉基米羅維奇·普京 | 俄羅斯總統               | [ 52 ] |
| 2014年 | 第二屆夏季青年       | 中国南京                  | 習近平                         | 中華人民共和國主席       |        |
| 2016年 | 第二屆冬季青年       | 挪威利勒哈默爾            | 哈拉爾五世                     | 挪威國王                 |        |
| 2016年 | 第三十一屆夏季       | 巴西里約熱內盧            | 米歇尔·特梅尔                  | 巴西代理總統             |        |
| 2018年 | 第二十三屆冬季       | 韓國平昌                  | 文在寅                         | 大韓民國總統             |        |
| 2018年 | 第三屆夏季青年       | 阿根廷布宜諾斯艾利斯      | 毛里西奧·馬克里                | 阿根廷總統               |        |
| 2020年 | 第三屆冬季青年       | 瑞士洛桑                  | 西莫內塔·索馬魯加              | 瑞士聯邦主席             |        |
| 2021年 | 第三十二屆夏季       | 日本東京                  | 德仁                           | 日本天皇                 |        |
| 2022年 | 第二十四屆冬季       | 中國北京                  | 習近平                         | 中華人民共和國主席       |        |
| 2024年 | 第四屆冬季青年       | 韩国江原道                | 尹錫悅                         | 韩國總統                 |        |
| 2024年 | 第三十三屆夏季       | 法国巴黎                  | 伊曼努爾·馬克龍                | 法國總統                 |        |
| 2026年 | 第二十五屆冬季       | 意大利米蘭-科爾蒂納丹佩佐 |                                | 意大利總統               |        |
| 2026年 | 第四屆夏季青年       | 塞内加尔达喀尔            |                                | 塞内加尔總統             |        |
| 2028年 | 第三十四屆夏季       | 美国洛杉矶                |                                | 美國總統                 |        |
| 2032年 | 第三十五屆夏季       | 澳大利亚布里斯班          |                                |                          |        |

国际奥林匹克委员会已经不再承认1906年屆間運動會的官方地位，而将其描述为“1906年在雅典举行的综合运动会”。此次奥运会是由希腊国王喬治一世宣布开幕。